# Sad (sourate)
Pour les articles homonymes, voir Sad.
Sad (arabe : سُورَةُ ص, français : La lettre Sad) est le nom traditionnellement donné à la 38e sourate du Coran, le livre sacré de l'islam. Elle comporte 88 versets. Rédigée en arabe comme l'ensemble de l'œuvre religieuse, elle fut proclamée, selon la tradition musulmane, durant la période mecquoise.

## Origine du nom
Bien que le titre ne fasse pas directement partie du texte coranique, la tradition musulmane a donné comme nom à cette sourate La lettre Sad (en arabe : صاد) , la quatorzième lettre de l'alphabet arabe, qui constitue le premier verset. La signification de cette lettre, comme celle d'autres lettres de l'alphabet arabe placées en tête de vingt-neuf sourates du Coran — y compris celle-ci — est inconnue et sujette à diverses interprétations de la part des érudits de l'islam, des islamologues et des orientalistes (pour plus d'informations, voir l'article « Lettres mystérieuses »).

## Historique
Il n'existe à ce jour pas de sources ou documents historiques permettant de s'assurer de l'ordre chronologique des sourates du Coran. Néanmoins selon une chronologie musulmane attribuée à Ǧaʿfar al-Ṣādiq (VIIIe siècle) et largement diffusée en 1924 sous l’autorité d’al-Azhar,, cette sourate occupe la 38e place. Elle aurait été proclamée pendant la période mecquoise, c'est-à-dire schématiquement durant la première partie de l'histoire de Mahomet avant de quitter La Mecque. Contestée dès le XIXe par des recherches universitaires, cette chronologie a été revue par Nöldeke,, pour qui cette sourate est la 59e.
Plusieurs auteurs, dont Nöldeke, classe cette sourate parmi les mecquoises, avec une possibilité que les deux parties (1-66 et 67-88) soient d’époques différentes. La structure et les rimes permettent de supposer une composition par étapes, d’abord une réunion de textes anciens puis une composition selon un plan tripartite. Au-delà de ces deux grandes étapes, on peut aussi penser un rajout du verset 8, la perte d’un verset introductif... Dans un troisième temps aurait été décidées l’insertion de la légende de la chute d’Iblis (v.71-85) et celle du Dhikr comme fil conducteur par insertions et changements de versets. Les auteurs auraient inséré ces éléments nouveaux dans le cadre de la forme rhétorique de cette sourate, cachant ainsi certains ajouts. Enfin, une correction finale de composition est probable.

## Interprétations

### Versets 17–26: Le jugement de David
Pour Dye, ce texte trouve un parallèle dans 2 Sam 12:1-6 mais l’auteur repère des différences. Plusieurs autres rapprochements avec des écrits bibliques (Ps. 148 ; 9-10 pour les versets 18-19) ou à d’autres personnages peuvent être faits. Pour Gobillot, le récit coranique montre une connaissance de la Torah et des Évangiles par le rédacteur de ce passage qui combine deux récits.
Pour Hawting, certaines parties du récit absentes du Coran mais connues des commentateurs pourrait expliquer l'allusion à une faute dont David se repent. Pour Hawting et Pregill, il s’agit du récit de l’adultère avec Bethsabée. Madigan se demande si l’évocation de cet épisode était encore reconnue ou si l’usage liturgique du texte et sa découpe en péricope ne l’a pas déjà déconnecté du récit premier. Pour Pregill, il est possible que cette atténuation de la faute de David anticipe la doctrine de l’impeccabilité de David. Les auteurs musulmans anciens évoquent pourtant cette faute.

Texte de la sourate (Coran datant de 1874)
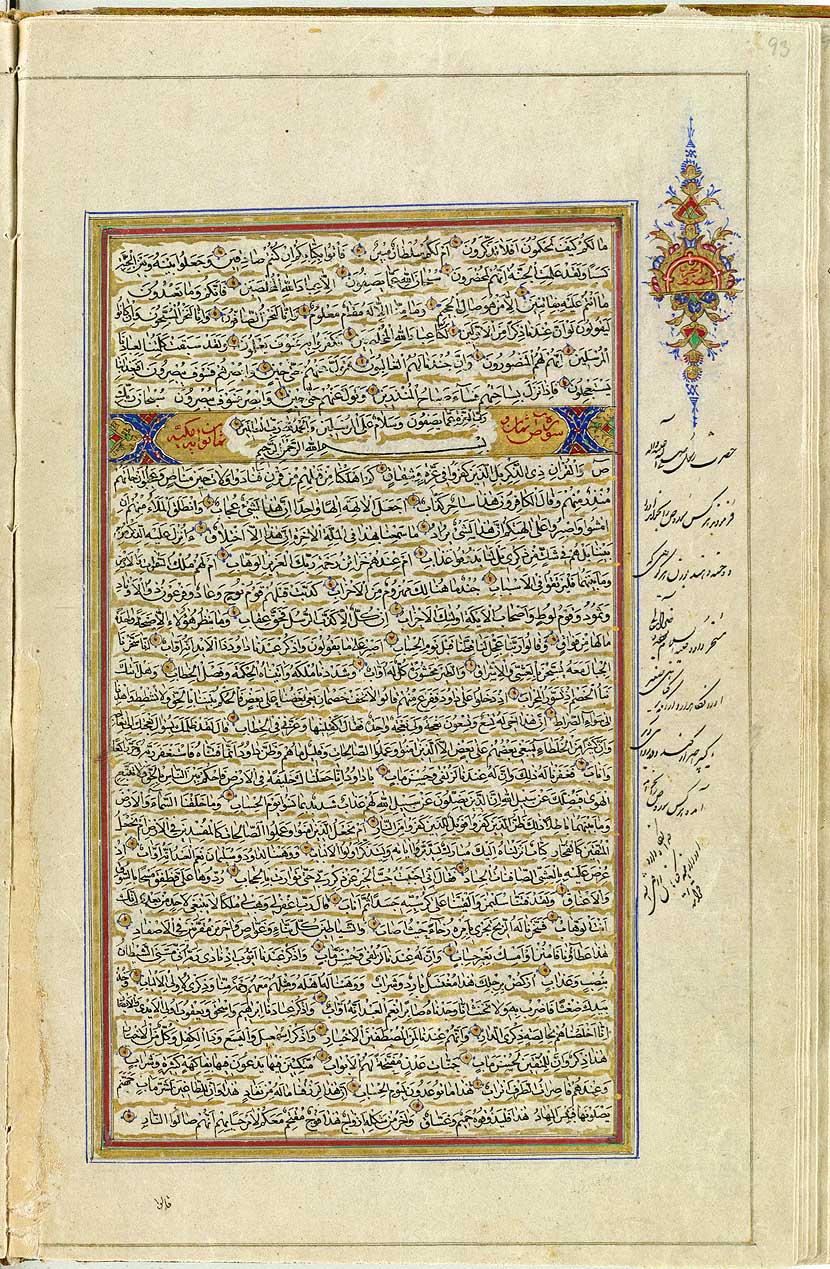
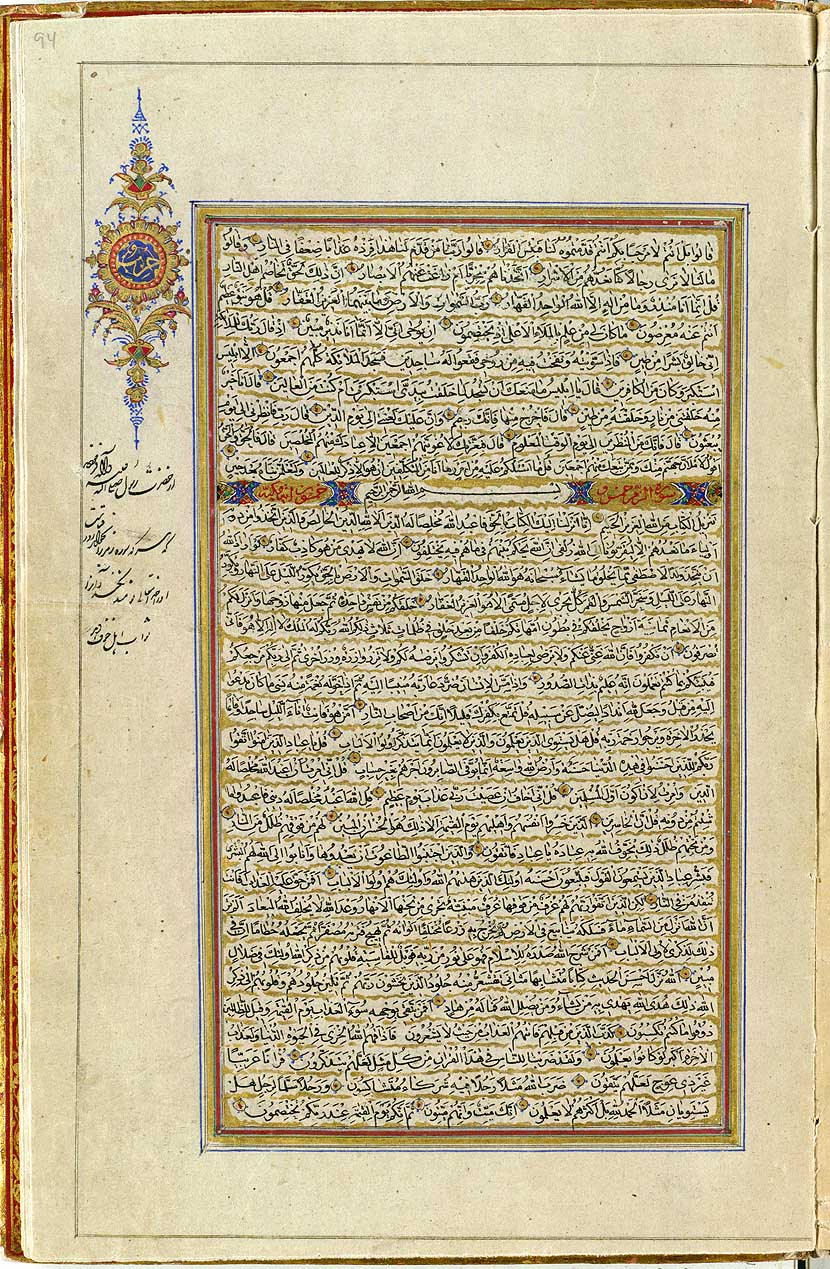